# Fiorenzuola d'Arda
Fiorenzuola d'Arda är en ort och kommun i provinsen Piacenza i regionen Emilia-Romagna i Italien. Kommunen hade 15 300 invånare (2018).